# 孟加拉黑姑魚
孟加拉黑姑魚（学名：Atrobucca bengalensis）為輻鰭魚綱鱸形目鱸亞目石首魚科的其中一種，分布於西印度洋區斯里蘭卡海域，棲息在沿海。
其种加词“bengalensis ”意为“孟加拉的”。